# 李璨
李 璨（り さん、432年 - 471年）は、北魏の官僚・軍人。字は世顕。本貫は趙郡柏人県。

## 経歴
李均（李霊の弟）と封勗（封懿の子）の娘のあいだの子として生まれた。成長すると身長は8尺5寸で、容貌は魁偉であった。学問を梁祚に受けた。興安年間、秘書中散・定州別駕となり、趙常山二郡太守に転じた。中書郎となり、風雅なことで高允に認められた。466年（天安元年）、南朝宋の徐州刺史の薛安都が彭城で北魏に降ると、博陵公尉元や城陽公孔伯恭らが軍を率いて対応することとなり、李璨は参賛二府軍事として従軍した。魏軍が九里山まで進むと、薛安都が部下を率いて出迎えたが、尉元が無礼な態度を取ったため、薛安都は彭城に帰って、連絡を絶ってしまった。南朝宋の将軍の張永・沈攸之らが軍を率いて下礚に駐屯したため、尉元は李璨と中書郎の高閭を彭城に派遣して薛安都を説得させ、魏軍はようやく入城することができた。その夜、張永は彭城の南門を攻撃して敗退した。李璨は張永の輜重の置かれた武原を攻撃するよう尉元に勧め、このため魏軍は張永の米船を攻撃して破った。折しもの大雪のため、張永は万を数える凍死者を出して撤退し、北魏は淮北を平定することができた。李璨は寧朔将軍の号を受け、畢衆敬とふたりで東兗州刺史となり、帰順者の定着につとめた。徐州での功績により、始豊侯の爵位を受け、建武将軍の号を加えられた。471年（延興元年）、死去した。享年は40。諡は懿といった。

## 子女
- 李元茂（453年 - 496年、建武将軍、司徒司馬、振威将軍・南征別将・彭城鎮副将）
- 李宣茂（455年 - 513年、中書博士、司空諮議、司空司馬、寧朔将軍、定州大中正、持節・散騎常侍・東南二道使、平陽郡太守、歩兵校尉、太中大夫、光禄大夫、平東将軍・幽州刺史）
- 李叔胤（467年 - 502年、著作佐郎、広陵王諮議・南趙郡太守）
- 李仲胤（中書学生より公府主簿・従事中郎・諫議大夫・尚書左丞を歴任）

## 伝記資料
- 『魏書』巻49 列伝第37
- 『北史』巻33 列伝第21